# جيانكارلو بيراردي
جيانكارلو بيراردي (بالإيطالية: Giancarlo Berardi)‏ هو كاتب سيناريو إيطالي، ولد في 15 نوفمبر 1949 في جنوة في إيطاليا.